# イグナス・ブラズデイキス
イグナス・ブラズデイキス（Ignas "Iggy" Brazdeikis, 1999年1月8日 - ）は、カナダおよびリトアニアのプロバスケットボール選手。リトアニア・カウナス出身。ポジションはスモールフォワード。

## 来歴

### 生い立ち
4歳のときに米国シカゴに移住。その後、カナダのウィニペグやトロント郊外に住んだのち、オークビルに移住した。

### カレッジ
ミシガン大学で1年間プレーし、2019年のNBAドラフトにアーリーエントリーした。

### ニューヨーク・ニックス(2019-2021)
2019年6月20日、ドラフト2巡目、全体47位でサクラメント・キングスから指名を受け、直後のトレードで交渉権がニューヨーク・ニックスに移動。ニックスの一員としてサマーリーグに参加し、7月6日にニックスと契約した。2019年11月3日のサクラメント・キングス戦でNBAデビューしたが、数日後にGリーグのウェストチェスター・ニックスに移された。

### ヨーロッパでのキャリア(2022-)

#### BCジャルギリス(2022-2023)
2022年7月24日、ユーロリーグとLKLに所属するBCジャルギリスと契約した。

#### ジャルギリスへ復帰(2024-)
2024年7月24日、BCジャルギリスへの復帰が発表された。契約期間は2年。

## 代表歴
U-16カナダ代表に選出され、バスケットボールアメリカU-16選手権2015に出場、銀メダルを獲得。翌2016年、FIBA U17バスケットボール・ワールドカップに出場。
2021年5月5日、リトアニア国籍を回復。その後、リトアニア代表に選出される。2022年6月22日に行われたラトヴィア代表との親善試合で代表戦デビューを果たした。

## その他
バスケでは左利きだが、それ以外の私生活では右利きである。